# Björneborgs herrgård
Björneborgs herrgård är en herrgård i Björneborg i Värmland. Dagboksförfattaren Maria Charlotta Nordenfeldt föddes här.
Filmen Fröken på Björneborg från 1922 spelades in på herrgården.